# Falaises de Bempton
Les falaises de Bempton (en anglais : Bempton Cliffs) sont une réserve naturelle gérée par le RSPB, de Bempton dans le Yorkshire de l'Est. Elles sont réputées pour leur avifaune, où l'on trouve le Fou de Bassan, le macareux, le Petit Pingouin, les guillemots, les mouettes et les fulmars.

## Orographie
Les falaises de craie dure  de Bempton sont relativement résistantes à l'érosion : leurs pics et crevasses permettent la nidification d'une multitude d'oiseaux. Les falaises s'étirent sur près de 10 km entre Flamborough Head et Filey ; elles surplombent la mer de près de 100 m par endroits.
La crête est longée par divers chemins et ponctuée de belvédères enclos de palissades. On y croise généralement beaucoup d'amateurs d'ornithologie bien reconnaissables à leurs jumelles d'observation.

## L'avifaune
Les falaises de Bempton abritent l'unique colonie continentale autochtone de fous de Bassan d'Angleterre. Ces migrateurs arrivent par colonie en janvier et repartent entre les mois d'août et septembre.
Près de 10 % de la population de mouettes (Rissa tridactyla) du Royaume-Uni nidifie dans ces falaises : c'est numériquement la plus importante communauté d'oiseaux de l'endroit.
Les macareux (Fratercula arctica) des falaises de Bempton se nichent dans les crevasses des rochers, alors qu'ailleurs en Grande-Bretagne ils préfèrent les terriers. Pour cette raison, bien qu'on estime leur population à environ 6 000 individus (2005), il reste relativement difficile de les approcher ; néanmoins, on en voit beaucoup entre mai et juin. 
Les macareux de Bempton vont généralement chercher leur nourriture à 40 km au large, sur le Dogger Bank. Ils pâtissent de la diminution progressive de populations de lançons, imputée au réchauffement climatique (env. 2 °C localement) et au déplacement vers le nord du plancton.